# Urnixévskaia
Urnixévskaia (en rus: Урнышевская) és un poble de la República de Komi, a Rússia, segons el cens del 2010 tenia 95 habitants.